# 福岡市道荒戸荒津線
福岡市道荒戸荒津線（ふくおかしどうあらとあらつせん）は、福岡市の「都心部」の近傍である中央区西公園、港、大手門及び荒戸にあり、大手門一丁目の荒戸交差点から港三丁目の給油センター交差点に至る全長が1,065.34メートルの市道（幹線一級市町村道）である。この路線は、市内を東西に走る複数の幹線道路と埠頭などの臨海部とを南北に繋ぎ、大濠公園、舞鶴公園、西公園などに囲まれ、一部は商店街を形成している道路である。

## 特徴
この路線の特徴は、福岡市の「都心部」より「西の副都心」などの主要な拠点の間を東西に結ぶ、明治通り、昭和通り及び那の津通りと　博多港の臨海部にある荒津地区（石油基地）などの埠頭とを繋ぐ交通ネットワークの一部を形成していることである。この路線の車線は2車線と広くはないが、その重要性から幹線一級市町村道の認定を受けている。博多港に面する臨港地区などにおける物流を円滑に処理するための臨港道路のネットワークが東部の各埠頭等の間では形成されている一方で、所謂「埠頭間道路」の一部として、須崎ふ頭（那の津）と荒津地区（荒津）の両埠頭を結ぶ予定の臨港道路荒津須崎線については、規定計画ではあるが、未供用となっているため、物流関係の車両などが那の津通りなどに迂回してこの道路や周辺の区画道路を利用せざるを得ない状況が続いている。
なお、明治通りと明治通りが鋭角に交わる荒戸交差点は、変則的な交差点形状を成しており、また、国土交通省によって主要渋滞箇所とされている。
また、この路線の南側の区間は「みなと銀座商店街」と呼ばれている。

道路の写真
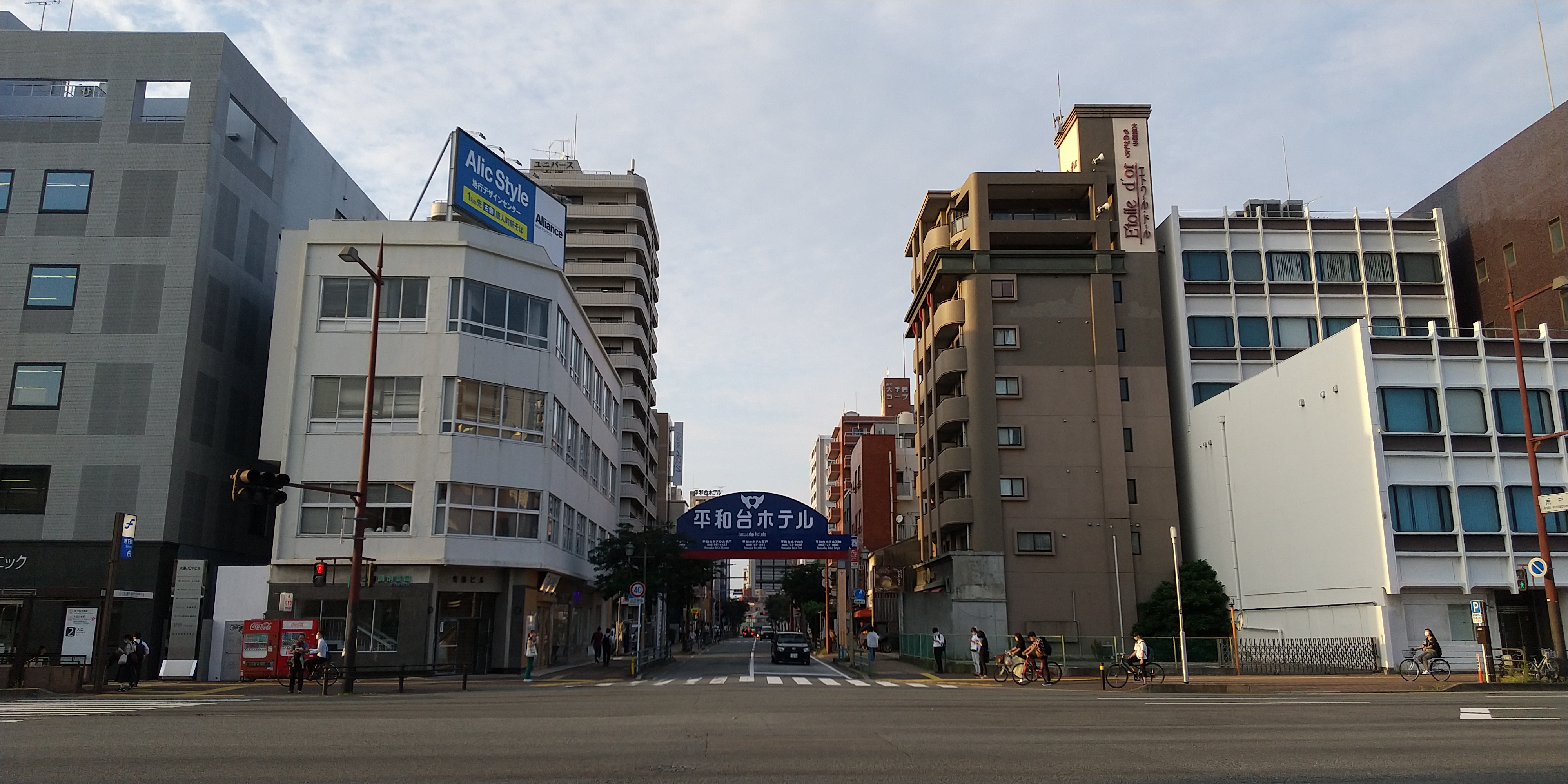
荒戸交差点より北側、起点
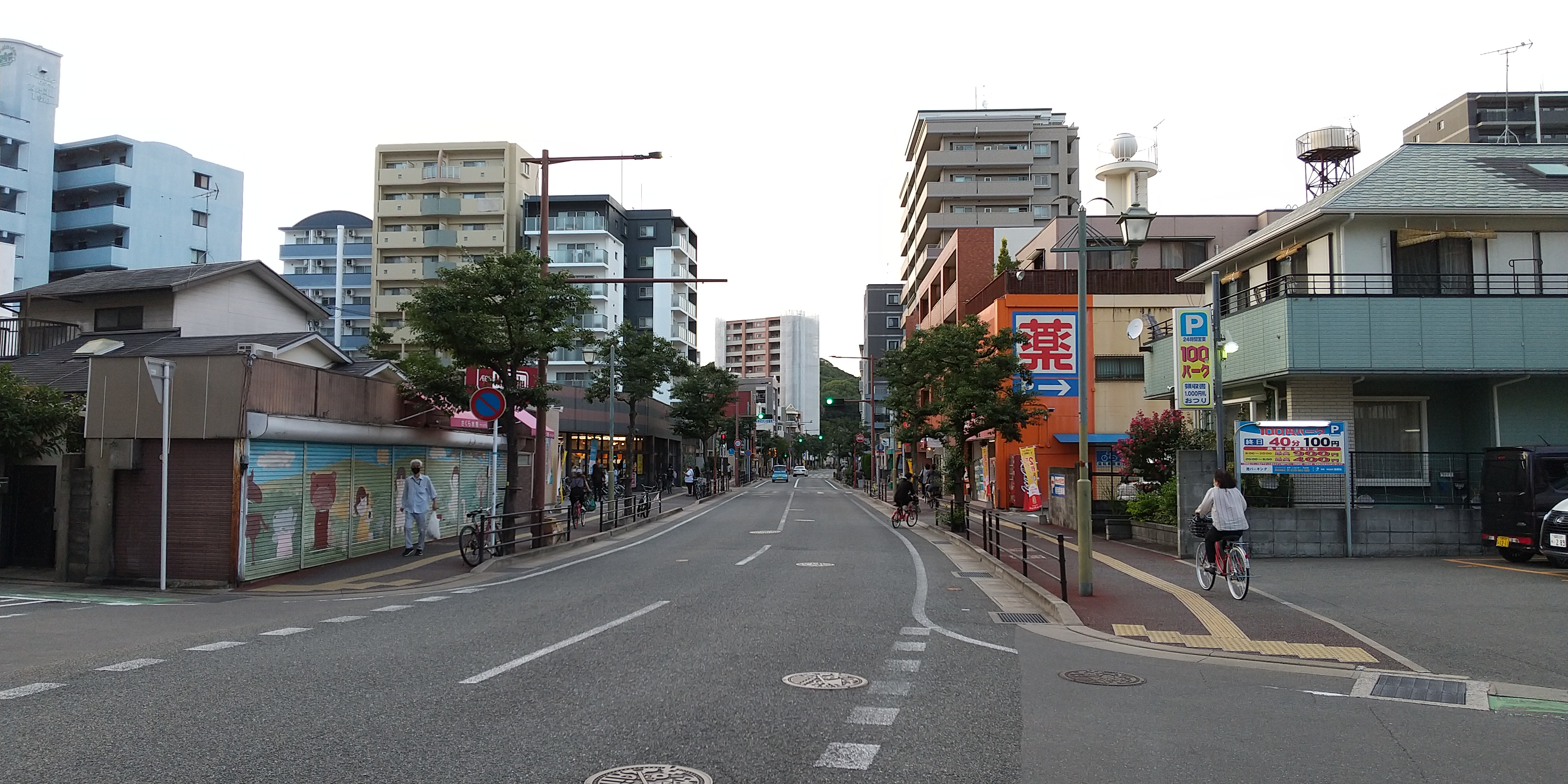
みなと銀座商店街

## 接続する主な通り
| 交差する道路                     | 市町村名 | 市町村名 | 交差する場所 | 交差する場所             |
| -------------------------------- | -------- | -------- | ------------ | ------------------------ |
| 市道千代今宿線（明治通り）       | 福岡市   | 中央区   | 大手門一丁目 | 荒戸交差点、起点         |
| 市道博多姪浜線（昭和通り）       | 福岡市   | 中央区   | 大手門一丁目 | 荒戸交差点、起点         |
| 市道千鳥橋唐人町線（那の津通り） | 福岡市   | 中央区   | 大手門三丁目 | 港町交差点               |
| 市道港福浜線                     | 福岡市   | 中央区   | 港三丁目     | 給油センター交差点、終点 |

## 接続、近接する主な施設
- 大濠公園駅
- 大濠公園
- 舞鶴公園
- 西公園
- 荒津地区（埠頭）